# The Smoke
«The Smoke» — пісня англійського рок-гурту The Smile. Вона була випущена 27 січня 2022 року як другий сингл з їхнього дебютного альбому A Light for Attracting Attention.

## Відгуки
Як Uproxx, так і The Fader відзначили, що пісня більше відповідає пізній творчості Тома Йорка і Джонні Ґрінвуда, їх основного гурту Radiohead, ніж попередній сингл Smile, «You Will Never Work in Television Again», причому Uproxx назвав пісню «грувовим синглом». Earmilk прихильно порівняв звучання з демозаписами The Doors або Діззі Гіллеспі початку 1970-х, а Resident Advisor — зі звучанням Фели Куті. Uncrate сказав, що гра Тома Скіннера на барабанах «демонструє деякі стилізації в стилі фанк/джаз».

## Музичне відео
Відео на «The Smoke» було знято на 16-міліметрову кіноплівку, а режисером виступив лауреат премії BAFTA, сценарист і режисер Марк Дженкін. Роб Уліцкі з Promonews сказав, що відео Дженкіна «не відповідає традиційній наративній або промо-логіці, існуючи натомість як концептуальна форма для супроводу музики». Рафаель Гельфанд з The Fader назвав відео «вільною інтерпретацією 'лірик-відео'», що містить «в значній мірі нерозбірливі» слова.

## Ремікс
Офіційний ремікс на пісню від Денніса Бовелла гурт випустив 3 березня 2022 року. Ґрінвуд розповів The Quietus: «Творчість Денніса проходить наскрізною ниткою через багато музики, яку я люблю. Я дуже пишаюся тим, що він зробив даб-мікс на нашу пісню 'The Smoke'».

## Персоналії
The Smile
- Том Йорк — вокал, бас
- Джонні Ґрінвуд — гітара
- Том Скіннер — барабани

Продакшн
- Найджел Ґодріч